# 슬로베니안 걸: 여대생 콜걸
《슬로베니안 걸: 여대생 콜걸》(Slovenka)은 2009년 공개된 슬로베니아의 영화이다.
이 영화는 2009년 보스니아 헤르체고비나 사라예보 영화제에서 초연되었으며 이후 미국을 포함한 30개국 이상에서 극장 개봉되었다.

## 줄거리
2008년 슬로베니아 류블랴나를 배경으로, 23세의 알렉산드라는 작은 마을 출신으로 영어 공부를 하는 학생이다. 그녀는 부모가 이혼한 후 어머니와는 거의 교류가 없는 상태이며, 주변 사람들은 그녀가 '슬로벤카(Slovenka, 슬로베니아 여자)'라는 닉네임으로 개인 광고를 내고 은밀히 매춘을 한다는 사실을 전혀 모른다. 알렉산드라는 뛰어난 거짓말 실력과 교묘한 조종 능력을 이용해 아버지나 전 남자친구까지 속이며 이중생활을 영위한다. 그녀는 어머니를 이기적이라고 여기며 증오하고, 고향의 지루함을 벗어나 화려한 도시 생활을 누리고 싶어한다. 이를 위해 돈이 필요했고, 결국 위험한 범죄자들과 얽히게 되면서 불안한 나날을 보내게 된다. 매춘을 통해 돈을 벌지만, 동시에 생명의 위협을 느끼며 자신의 비밀스러운 생활을 유지하기 위해 고군분투한다. 영화는 이처럼 자본주의 사회의 어두운 면과 주인공의 불안정한 심리를 섬세하게 그려낸다.

## 출연

### 주연
- 니나 이바니신
- 피터 무세브스키

### 조연
- 프리모즈 피르낫
- 마루사 킹크
- 드잔 스파식
- 마르주타 슬라믹